# Marsupella apiculata
Marsupella apiculata är en bladmossart som beskrevs av Victor Félix Schiffner. Marsupella apiculata ingår i släktet rostmossor, och familjen Gymnomitriaceae. Inga underarter finns listade i Catalogue of Life.